# Kiefferulus paratinctus
Kiefferulus paratinctus är en tvåvingeart som först beskrevs av Martin 1964.  Kiefferulus paratinctus ingår i släktet Kiefferulus och familjen fjädermyggor. Inga underarter finns listade i Catalogue of Life.